# Karl-Nikolaus Peifer
Karl-Nikolaus Peifer (* 1962 in Dortmund) ist ein deutscher Rechtswissenschaftler und Direktor des Instituts für Medienrecht und Kommunikationsrecht der Universität zu Köln.

## Leben
Karl-Nikolaus Peifer absolvierte nach dem Abitur eine Ausbildung zum Bankkaufmann. Von 1985 bis 1989 studierte er Rechtswissenschaften an der Universität Trier und der Universität Bonn. Sein erstes Staatsexamen absolvierte er 1989, sein Referendariat im Oberlandesgerichtsbezirk Düsseldorf mit Ausbildungsstationen in Duisburg, Düsseldorf, New York (Shearman & Sterling) sowie Houston (Deutsche-Amerikanische Handelskammer). Das zweite Examen schloss er 1992 in Düsseldorf ab. 1994 promovierte er an der Universität Bielefeld mit dem urheber- und rundfunkrechtlichen Thema Werbeunterbrechungen in Spielfilmen. Die Forschungen dazu wurden während eines Stipendiums am Max-Planck-Institut für Patent-, Urheber- und Wettbewerbsrecht in München (heute: Max-Planck-Institut für Innovation und Wettbewerb) in München durchgeführt. Peifer absolvierte Forschungsaufenthalte in Rom und Florenz. 
Pfeifer arbeitete als Assistent an der Christian-Albrechts-Universität zu Kiel am Institut für Europäisches und Internationales Privat- und Zivilverfahrensrecht. Dort habilitierte er sich im Mai 2000 mit der Arbeit Individualität im Zivilrecht. 2000 vertrat er einen Lehrstuhl an der Ludwig-Maximilians-Universität München (Gerhard Schricker), 2001 trat er eine Professur an der Europa-Universität Viadrina in Frankfurt (Oder) an. Von dort wechselte er 2002 an die Ruhr-Universität Bochum und 2004 an die Universität zu Köln. 
2003 wurde Peifer zum Richter am Oberlandesgericht Hamm (4. Senat – Wettbewerbs-, Marken- und Urheberrecht) ernannt. 2013 wechselte er in den Pressesenat des OLG Köln (15. Zivilsenat) und von dort 2015 in den für das Urheber-, Wettbewerbs-, Marken- und Designrecht zuständigen 6. Senat sowie in den Senat für Kartellsachen. Seit 2005 ist Peifer Direktor des Instituts für Medienrecht und Kommunikationsrecht der Universität zu Köln, 2006 zudem Direktor des Instituts für Rundfunkrecht an der Universität zu Köln, das 2017 in das Institut für Medienrecht integriert wurde. Peifer forscht im gewerblichen Rechtsschutz und Urheberrecht sowie im Medienrecht.

## Veröffentlichungen (Auswahl)
- Werbeunterbrechungen in Spielfilmen – Eine vergleichende Untersuchung nach deutschem, italienischem und internationalem Urheberrecht unter Berücksichtigung des Rundfunkrechts. Nomos, Baden-Baden 1994, ISBN 3-7890-3571-8 (Dissertation).
- Individualität im Zivilrecht – Der Schutz persönlicher, gegenständlicher und wettbewerblicher Individualität im Persönlichkeitsrecht, Immaterialgüterrecht und Recht der Unternehmen. Mohr Siebeck, Tübingen 2001, ISBN 3-16-147500-3 (Habilitationsschrift).
- Schuldrecht – Gesetzliche Schuldverhältnisse. 6. Auflage. Nomos, Baden-Baden 2020, ISBN 978-3-8487-6170-8.
- Urheberrecht für Designer – Einführung in das Designrecht. Verlag Medien und Recht, Wien / München 2008, ISBN 978-3-939438-04-5.
- Lauterkeitsrecht – Das UWG in Systematik und Fallbearbeitung. 2. neu bearbeitete Auflage. De Gruyter, Berlin 2016, ISBN 978-3-11-048548-6.
- Übungen im Medienrecht. 3. neu bearbeitete Auflage. De Gruyter, Berlin 2017, ISBN 978-3-11-048549-3.
- Gesetz gegen den unlauteren Wettbewerb – §§ 1–3a. In: Rainer Jacobs (Hrsg.): Grosskommentare der Praxis – UWG. 3. neu bearbeitete Auflage. Band 1. De Gruyter, Berlin 2021, ISBN 978-3-11-054551-7.